# حمام حاج ربیع
حمام حاج ربیع مربوط به دوره قاجار است و در شهرستان شازند، بخش مرکزی، شهر آستانه، خیابان امام خمینی، میدان سپاه واقع شده و این اثر در تاریخ ۲۵ آبان ۱۳۸۷ با شمارهٔ ثبت ۲۳۷۹۱ به‌عنوان یکی از آثار ملی ایران به ثبت رسیده است.